# 255
255 (CCLV) var ett normalår som började en måndag i den julianska kalendern.

## Födda
- Sankt Dorotheus (död 362), biskop i Tyros, författare till ett verk om de sjuttio apostlarnas gärningar

## Avlidna
- Wuqiu Jian, general i det kinesiska kungariket Wei